# 郡山テアトル
郡山テアトル（こおりやまテアトル）は、福島県郡山市にある映画館。東日本映画株式会社が運営する。郡山市駅前2丁目9-7にある本館に3スクリーンを、郡山市駅前2丁目379-1にある別館にも3スクリーンを、計6スクリーンを有する。

## 歴史
1954年（昭和29年）にテアトル郡山が開館した。開館当初の郡山市内には8館の映画館があった。
1994年（平成6年）3月19日、テアトル郡山の正面に郡山テアトル1・2・3が開館し、テアトル郡山が郡山テアトル4に改称した。1998年（平成10年）7月11日、郡山市大町2丁目4-15 第2増子ビル地下1階にに郡山テアトル5が開館した。元々は郡山洋画パレスが入居していた場所である。2000年（平成12年）7月8日、郡山テアトル1・2・3、郡山テアトル4、郡山テアトル5の近くに郡山テアトル6・7・8が開館した。
2007年（平成19年）3月、郡山テアトル4跡地に建てられたビルに郡山テアトル1・2・3が移転した。郡山テアトル5は東日本大震災直後の2011年（平成23年）4月30日に閉館した。2014年（平成26年）には創業60周年を迎えた。
2021年（令和3年）8月10日、郡山テアトルで『浜の朝日の嘘つきどもと」の完成披露試写会が行われ、監督のタナダユキ、出演した高畑充希や大久保佳代子が舞台挨拶を行った。郡山テアトルを運営する東日本映画株式会社社長の安達友は、郡山市出身の俳優である西田敏行と親交があった。2025年（令和7年）時点の福島県には郡山テアトルの他に、福島市のイオンシネマ福島、フォーラム福島、いわき市のポレポレいわきがある。

## 施設
スクリーン1・2・3を内包する本館、6・7・8を内包する別館の2棟の建物からなっており、6スクリーン・981席を有する。4・5は欠番である。
- 所在地
  - 本館（スクリーン1・2・3）：福島県郡山市駅前2丁目9-7
  - 別館（スクリーン6・7・8）：福島県郡山市駅前2丁目379-1

### 座席数
| スクリーン  | 座席数 |
| ----------- | ------ |
| スクリーン1 | 283    |
| スクリーン2 | 102    |
| スクリーン3 | 102    |
| スクリーン6 | 247    |
| スクリーン7 | 143    |
| スクリーン8 | 104    |